# Nycteris tragata
Nycteris tragata — вид рукокрилих родини Nycteridae.

## Поширення
Країни проживання: Бруней-Даруссалам, Індонезія, Малайзія, М'янма, Сінгапур, Таїланд. Живе у первинних диптерокарпових лісах і торф'яних болотних лісах. Лаштує сідала невеликими групами в порожнинах дерев, що впали і в подібних техногенних западинах, таких як водопропускні труби, а також в ущелинах великих валунів і вапнякових печерах.

## Загрози та охорона
Серйозні загрозі для цього виду становлять втрата середовища проживання через вирубку лісу для лісозаготівлі, насадження плантацій, сільське господарство, а також лісові пожежі. Ареал виду включає в себе кілька охоронних територій.